# Guayacán
Guayacán är en ort i Mexiko.   Den ligger i kommunen San Pedro Huamelula och delstaten Oaxaca, i den sydöstra delen av landet, 500 km sydost om huvudstaden Mexico City. Guayacán ligger 53 meter över havet och antalet invånare är 189.
Terrängen runt Guayacán är kuperad norrut, men söderut är den platt. Runt Guayacán är det glesbefolkat, med 15 invånare per kvadratkilometer. Närmaste större samhälle är El Coyul, 11,6 km sydväst om Guayacán. I omgivningarna runt Guayacán växer huvudsakligen savannskog.